# 西部警察 サウンド・トラック 総集編
『西部警察 サウンド・トラック 総集編』（せいぶけいさつ サウンド・トラック そうしゅうへん）は、テレビドラマ『西部警察』のサウンドトラックアルバム。1980年12月20日発売。

## 概要
シリーズ第1作のサウンドトラック第3弾。前2作からの再録に新曲を加えたもの。ピクチャーレーベル仕様。

## 収録曲
| #  | タイトル                              | 作詞     | 作曲       | 編曲       | アーティスト |
| -- | ------------------------------------- | -------- | ---------- | ---------- | ------------ |
| 1. | 「西部警察メインテーマI・フルサイズ」 | -        | 宇都宮安重 | 宇都宮安重 | ホーネッツ   |
| 2. | 「マシンXのテーマ」                   | -        | 石田勝範   | 石田勝範   | ホーネッツ   |
| 3. | 「出動のテーマII」                    | -        | 石田勝範   | 石田勝範   | ホーネッツ   |
| 4. | 「RUNNING FIGHTERS I（追撃者たち）」  | -        | 石田勝範   | 石田勝範   | ホーネッツ   |
| 5. | 「木暮刑事のテーマ」                  | -        | 宇都宮安重 | 宇都宮安重 | ホーネッツ   |
| 6. | 「男たち・愛のテーマ」                | -        | 宇都宮安重 | 宇都宮安重 | ホーネッツ   |
| 7. | 「夜明けの街」                        | 池田充男 | 野崎真一   | 竜崎孝路   | 石原裕次郎   |

| #   | タイトル                           | 作詞         | 作曲         | 編曲       | アーティスト |
| --- | ---------------------------------- | ------------ | ------------ | ---------- | ------------ |
| 8.  | 「サスペンス」                     | -            | 石田勝範     | 石田勝範   | ホーネッツ   |
| 9.  | 「ダイナミック・シチュエイション」 | -            | 宇都宮安重   | 宇都宮安重 | ホーネッツ   |
| 10. | 「コンクリート・ラプソディーII」   | -            | 石田勝範     | 石田勝範   | ホーネッツ   |
| 11. | 「大門刑事のテーマII」             | -            | 宇都宮安重   | 石田勝範   | ホーネッツ   |
| 12. | 「ブランデーグラス」               | -            | 小谷充       | 小谷充     | ホーネッツ   |
| 13. | 「BRIDGE No.3」                    | -            | 宇都宮安重   | 宇都宮安重 | ホーネッツ   |
| 14. | 「想い出はたそがれ色」             | たきのえいじ | たきのえいじ | 神保正明   | 幸田薫       |

## 曲解説
1. 西部警察メインテーマI・フルサイズ
2. マシンXのテーマ
3. 出動のテーマII
4. RUNNING FIGHTERS I（追撃者たち）
5. 木暮刑事のテーマ
6. 男たち・愛のテーマ
7. 夜明けの街
8. サスペンス
9. ダイナミック・シチュエイション
10. コンクリート・ラプソディーII
11. 大門刑事のテーマII
12. ブランデーグラス
第48話の挿入歌のインストゥルメンタル版。
13. BRIDGE No.3
14. 想い出はたそがれ色

## 資料
- 西部警察 誕生30周年 サウンド・トラック・アルバム大全集（2009年、テイチクエンタテインメント）